# 조원태 (야구 선수)
조원태(2003년 5월 10일 ~ )는 KBO 리그 LG 트윈스의 투수이다.

## LG 트윈스시절
2022년에 입단하였다. 2022년 5월 31일 롯데 자이언츠와의 경기에 구원 등판하며 데뷔 첫 경기를 치렀고, 경기에서 2이닝 무실점을 기록했다.

## 출신 학교
- 서울토성초등학교 (강동구리틀)
- 건국대학교 사범대학 부속중학교
- 덕수고등학교(전학) → 선린인터넷고등학교